# Gracilisuchus stipanicicorum
Gracilisuchus stipanicicorum è un  rettile arcosauro, vissuto nel Triassico medio (circa 235 milioni di anni fa) in Argentina.

## Un piccolo antenato dei coccodrilli
Questo minuscolo animale, lungo una trentina di centimetri, è considerato un possibile antenato di quel grande gruppo di rettili (i crocodilomorfi) che diede in seguito origine ai coccodrilli. Il suo nome significa "coccodrillo gracile", e in effetti la corporatura di questo arcosauro primitivo era davvero esile. Il corpo sottile era retto da zampe posteriori allungate, mentre una snella coda controbilanciava il resto del corpo e la testa. Questa era di forma più o meno rettangolare, dotata di grandi orbite e di denti aguzzi. Il corpo possedeva una corazza relativamente leggera, costituita da una doppia fla di placche dorsali. Probabilmente le sue prede erano insetti e altri piccoli animali, che catturava correndo per il sottobosco, forse in posizione bipede.

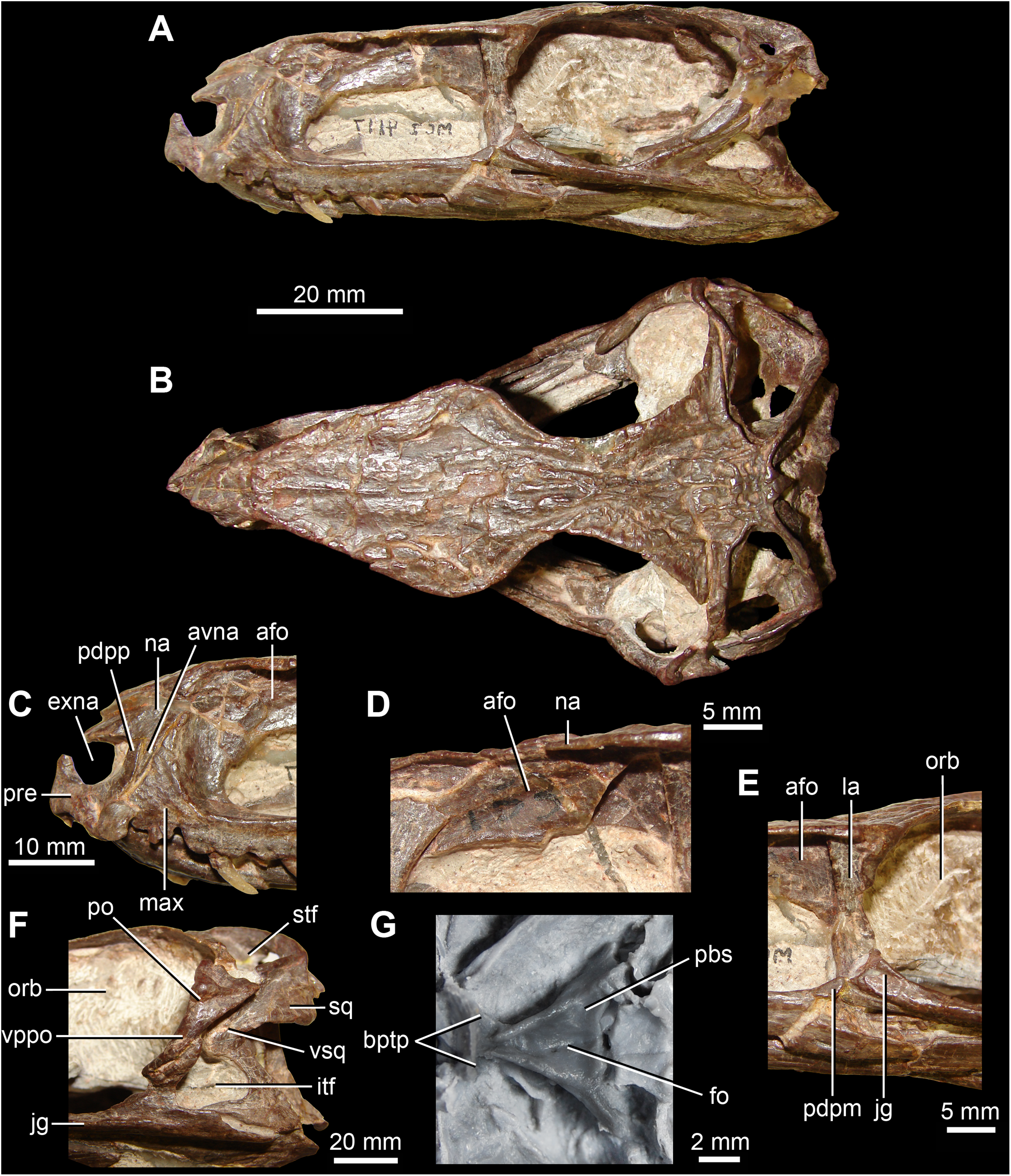
Cranio di Gracilisuchus stipanicicorum

## Classificazione problematica
Dal momento della sua descrizione (avvenuta nel 1972), il gracilisuco è stato classificato in vari gruppi di rettili. A.S. Romer e José Bonaparte l'hanno considerato un ornitosuchide primitivo, mentre Brinkman un possibile crocodilomorfo. Benton & Clark, nel 1988, hanno proposto che Gracilisuchus fosse addirittura una via di mezzo tra i fitosauri simili a coccodrilli e gli aetosauri erbivori. Altri studiosi hanno ritenuto il gracilisuco un parente del grande Postosuchus, uno sfenosuco o addirittura un primitivo dinosauro. Si pensa che Gracilisuchus, insieme ad altre forme simili come Euscolosuchus e il leggermente più evoluto Erpetosuchus, possa rappresentare un possibile antenato dei veri crocodilomorfi.